# Dale Holmes
Dale Holmes (Heanor, 6 de octubre de 1971) es un deportista británico que compitió en ciclismo en las modalidades de BMX y montaña. Ganó seis medallas en el Campeonato Mundial de Ciclismo BMX entre los años 1996 y 2001, y dos medallas de oro en el Campeonato Europeo de Ciclismo BMX, en los años 1996 y 1997, y una medalla de bronce en el Campeonato Europeo de Ciclismo de Montaña de 2003.

## Palmarés internacional

### Ciclismo BMX
| Campeonato Mundial | Campeonato Mundial          | Campeonato Mundial | Campeonato Mundial |
| Año                | Lugar                       | Medalla            | Competición        |
| ------------------ | --------------------------- | ------------------ | ------------------ |
| 1996               | Brighton (Reino Unido)      | Medalla de oro     | Carrera            |
| 1997               | Saskatoon (Canadá)          | Medalla de bronce  | Cruiser            |
| 1998               | Melbourne (Australia)       | Medalla de plata   | Cruiser            |
| 2000               | Córdoba (Argentina)         | Medalla de bronce  | Carrera            |
| 2001               | Louisville (Estados Unidos) | Medalla de oro     | Carrera            |
| 2001               | Louisville (Estados Unidos) | Medalla de plata   | Cruiser            |
| Campeonato Europeo |                             |                    |                    |
| Año                | Lugar                       | Medalla            | Competición        |
| 1996               | Ginebra (Suiza)             | Medalla de oro     | Carrera            |
| 1997               | Doetinchem (Países Bajos)   | Medalla de oro     | Carrera            |

### Ciclismo de montaña
| Campeonato Europeo | Campeonato Europeo | Campeonato Europeo | Campeonato Europeo    |
| Año                | Lugar              | Medalla            | Competición           |
| ------------------ | ------------------ | ------------------ | --------------------- |
| 2003               | Graz (Austria)     | Medalla de bronce  | Campo a través para 4 |